# Cattedrale della Santissima Trinità (Tbilisi)
La cattedrale della Santissima Trinità (in georgiano წმინდა სამების საკათედრო ტაძარი?), comunemente nota come Sameba (სამება, ovvero la "Trinità"), è la principale cattedrale ortodossa di Tbilisi, in Georgia. Costruita tra il 1995 ed il 2004, la cattedrale è la terza chiesa ortodossa più alta al mondo.
Rappresenta una particolare sintesi tra i canoni stilistici georgiani ed alcune caratteristiche dell'architettura bizantina. Funge da sede del Catholicos Patriarca della Chiesa apostolica autocefala ortodossa georgiana.

## Storia
L'idea di costruire una nuova cattedrale per commemorare il 1500º anniversario dell'autocefalia della Chiesa ortodossa georgiana ed i duemila anni dalla nascita di Gesù emerse nel 1989, un anno cruciale per il risveglio della coscienza nazionale dell'allora Repubblica Socialista Sovietica Georgiana. Nel maggio di quell'anno il patriarcato georgiano e le autorità politiche locali annunciarono l'indizione di un concorso internazionale per il progetto della nuova cattedrale della Trinità. Al primo turno del concorso non fu scelto nessun vincitore tra i circa cento progetti presentati. Infine si decise di approvare il progetto dell'architetto Archil Mindiashvili.
Le turbolenze politiche e i disordini degli anni seguenti fecero slittare la costruzione della grandiosa cattedrale fino al 23 novembre 1995, giorno in cui iniziarono i lavori. La costruzione dell'edificio fu celebrata come simbolo della rinascita spirituale e nazionale della Georgia e fu promossa in gran parte grazie alle donazioni anonime di uomini d'affari e semplici cittadini. Il 23 novembre 2004, nel giorno di San Giorgio, la cattedrale venne consacrata dal Catholicos Patriarca Elia II, in presenza di rappresentanti di alto livello delle altre Chiese ortodosse. Alla cerimonia presero parte anche i capi delle altre comunità religiose della Georgia e le autorità civili.
Il sito scelto per la costruzione della cattedrale occupava un grande complesso cimiteriale, l'antico cimitero armeno di Tbilisi, conosciuto col nome di "Khojavank" o "Pantheon armeno" (in riferimento al numero degli illustri armeni lì sepolti). In passato il sito ospitava anche una chiesa armena dedicata alla Theotókos, ma essa fu distrutta durante il periodo sovietico. Stessa sorte toccò a gran parte delle lapidi e dei monumenti del cimitero, poi riconvertito in parco. Tuttavia, le fonti armene sostengono che l'area occupava ancora 90.000 tombe quando i lavori di costruzione della cattedrale presero avvio. Secondo alcuni i resti dei defunti furono trattati con una scandalosa mancanza di rispetto. In un primo momento non fu organizzata la risepoltura e ciò causò il divampare di proteste che condussero alla momentanea sospensione dei lavori.

## Architettura

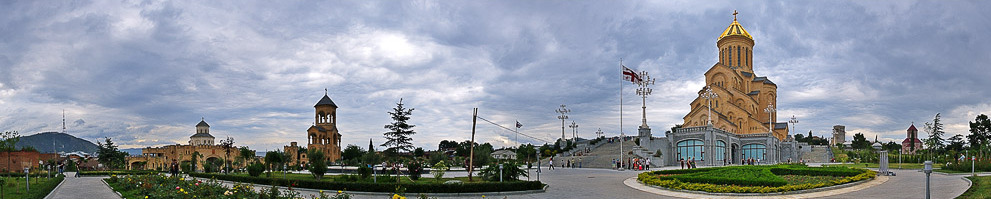
Veduta panoramica della cattedrale della Santissima Trinità e della piazza circostante.

La cattedrale è progettata secondo i canoni dell'architettura georgiana tradizionale. Tuttavia, le sue dimensioni mastodontiche hanno ricevuto sia critiche che elogi. È costituita da una pianta cruciforme sormontata da una grande cupola sorretta da 8 colonne. Al tempo stesso, i parametri della cupola risultano indipendenti dalle absidi, contribuendo a rendere ancora più monumentale l'aspetto della chiesa nella sua interezza. La cupola è rivestita d'oro e coronata da una croce alta 7,5 metri. Per la costruzione sono stati utilizzati materiali calcarei di pregio. Il pavimento è composto da piastrelle di marmo, mentre l'altare è decorato da pregiati mosaici. Gli affreschi che arricchiscono l'interno della cattedrale sono stati realizzati da una squadra di artisti guidata da Amiran Goglidze.
La cattedrale è composta da 9 cappelle, dedicate rispettivamente agli arcangeli (Michele, Gabriele e Raffaele), a San Giovanni Battista, a Santa Nino, a San Giorgio, a San Nicola, ai dodici apostoli ed alla festività di Ognissanti. Cinque di esse si trovano in un grande spazio sotterraneo. La superficie complessiva della cattedrale, incluso il suo grande nartece, ammonta a 5.000 metri quadrati ed il volume che occupa arriva a 137 metri cubi. L'interno della chiesa misura 56 metri per 44, con una superficie di 2.380 metri quadrati. L'altezza del tempio, dal suolo alla cima della croce, è di 105.5 metri. La cattedrale risulta essere la terza chiesa ortodossa più alta del mondo, dopo la cattedrale di Cristo Salvatore a Mosca e la cattedrale di Sant'Isacco a San Pietroburgo.
Il complesso della cattedrale è completato da un campanile, un monastero, un seminario, un'accademia teologica, la residenza patriarcale ed altri edifici di secondaria importanza. Sameba sorge nella "collina di Elia", che si eleva al di sopra della riva sinistra del fiume Kura, all'interno dello storico quartiere di Avlabari, nel distretto della Vecchia Tbilisi.

## Galleria d'immagini

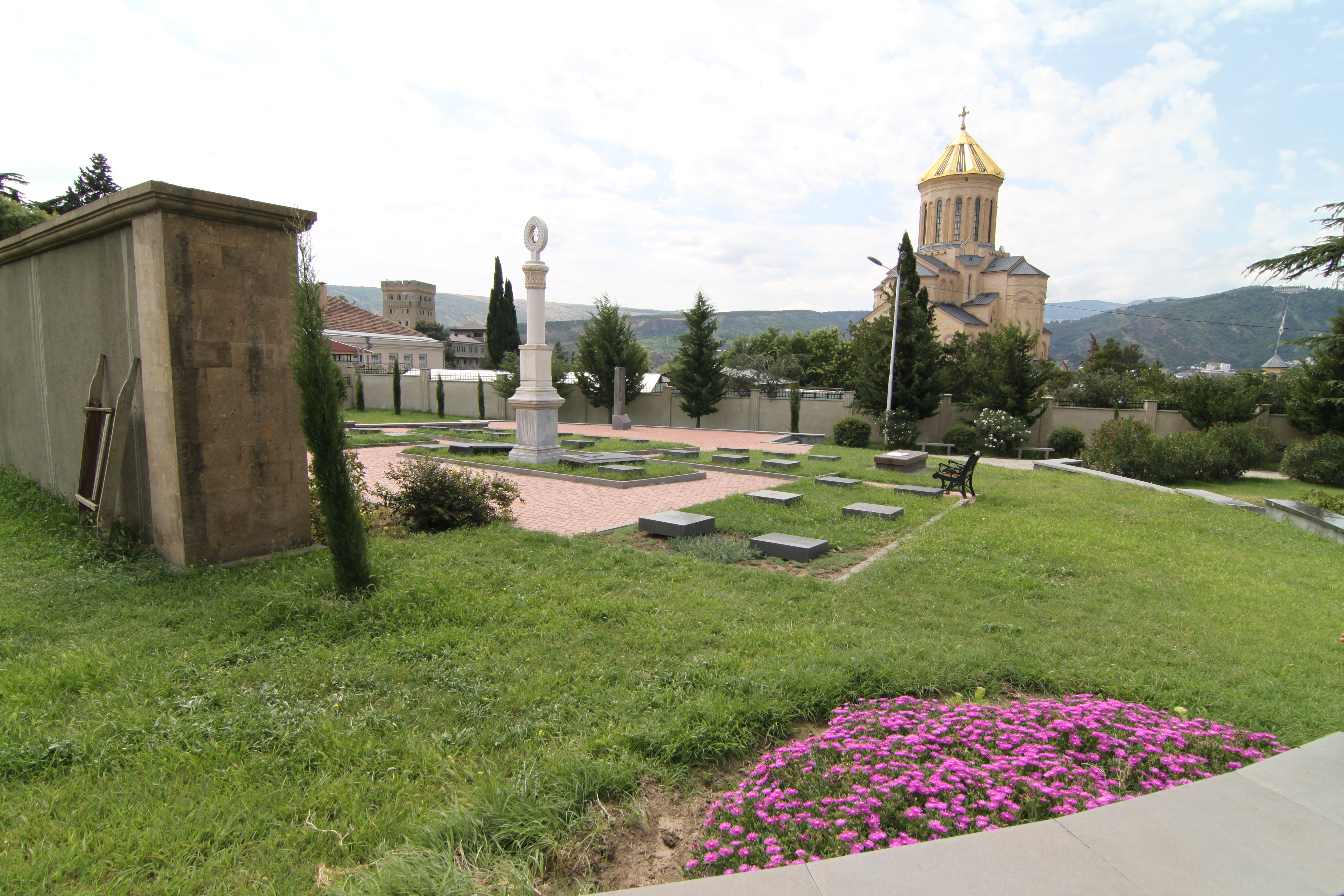
Il Pantheon armeno.
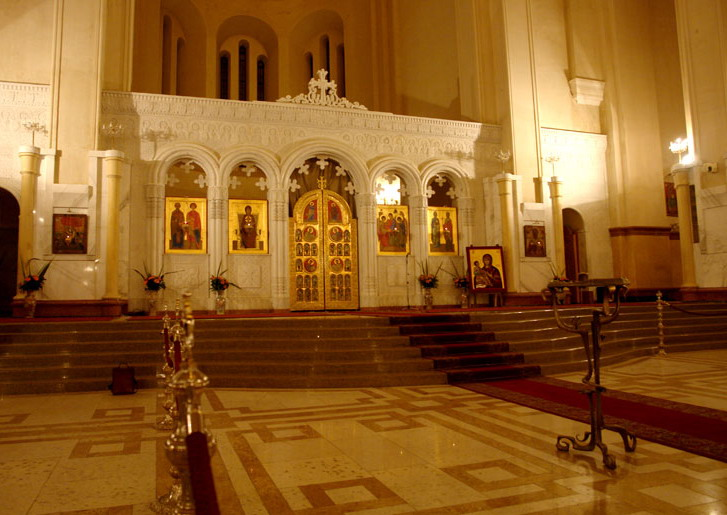
L'iconostasi.
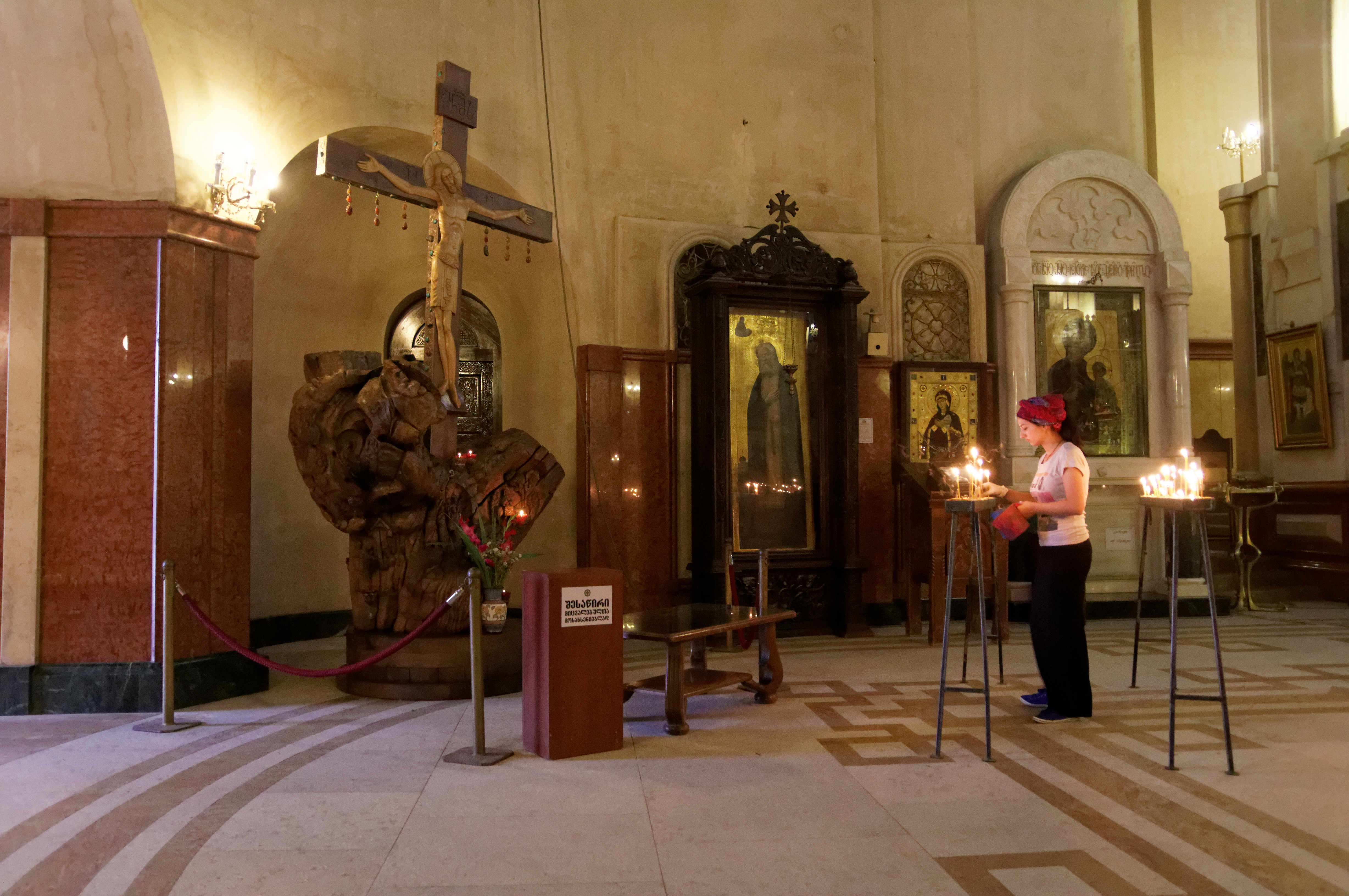
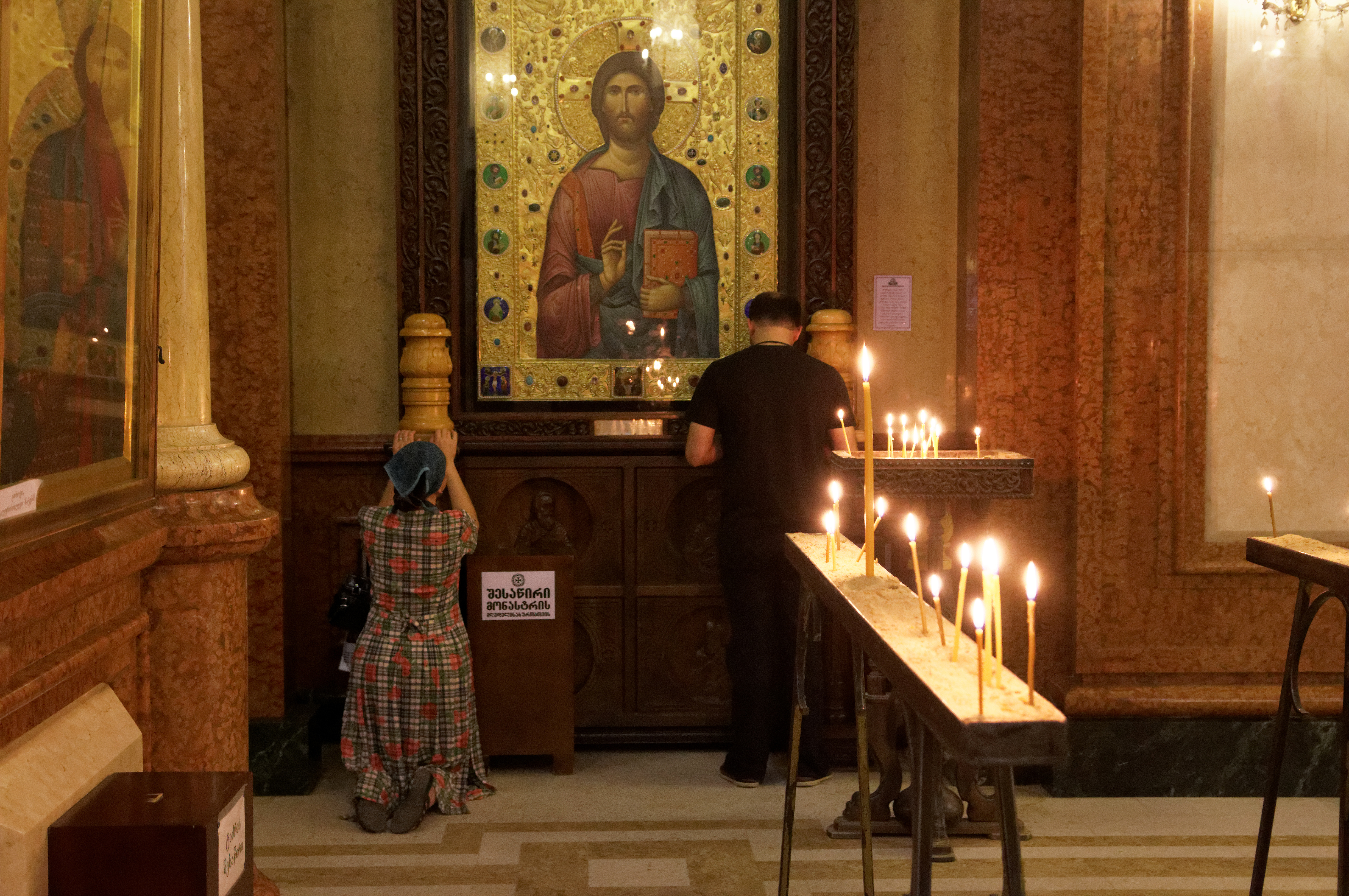
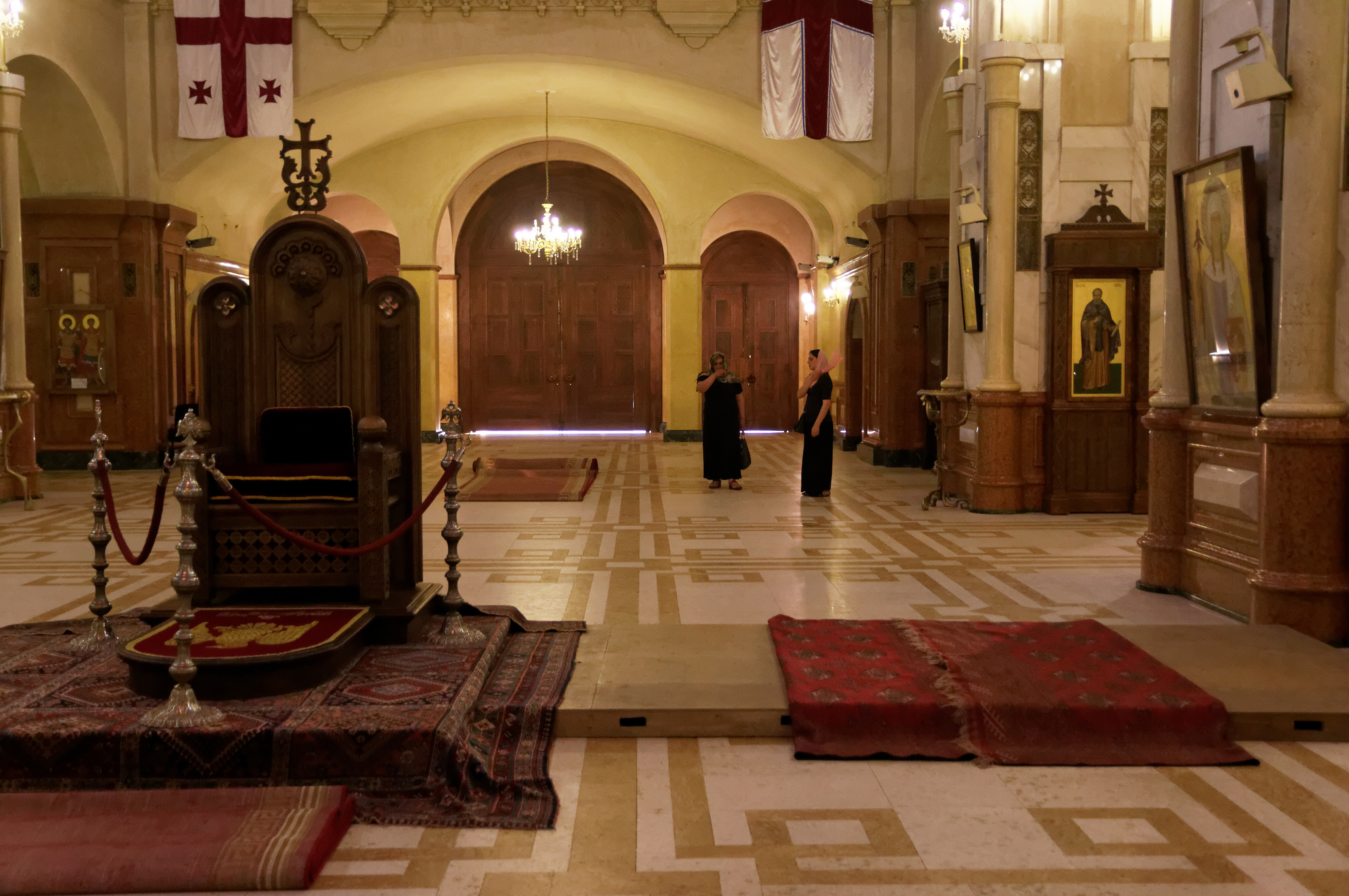
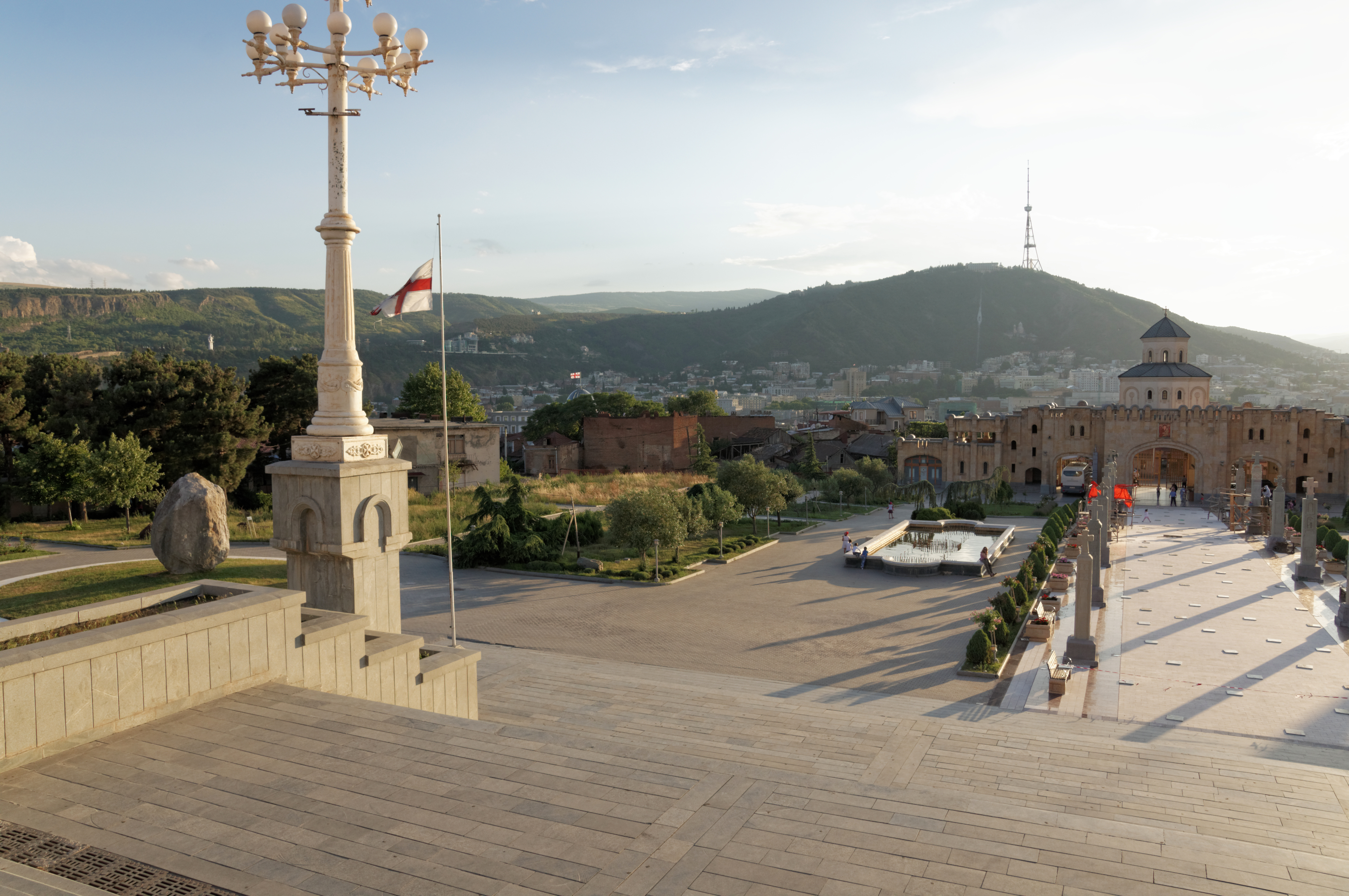
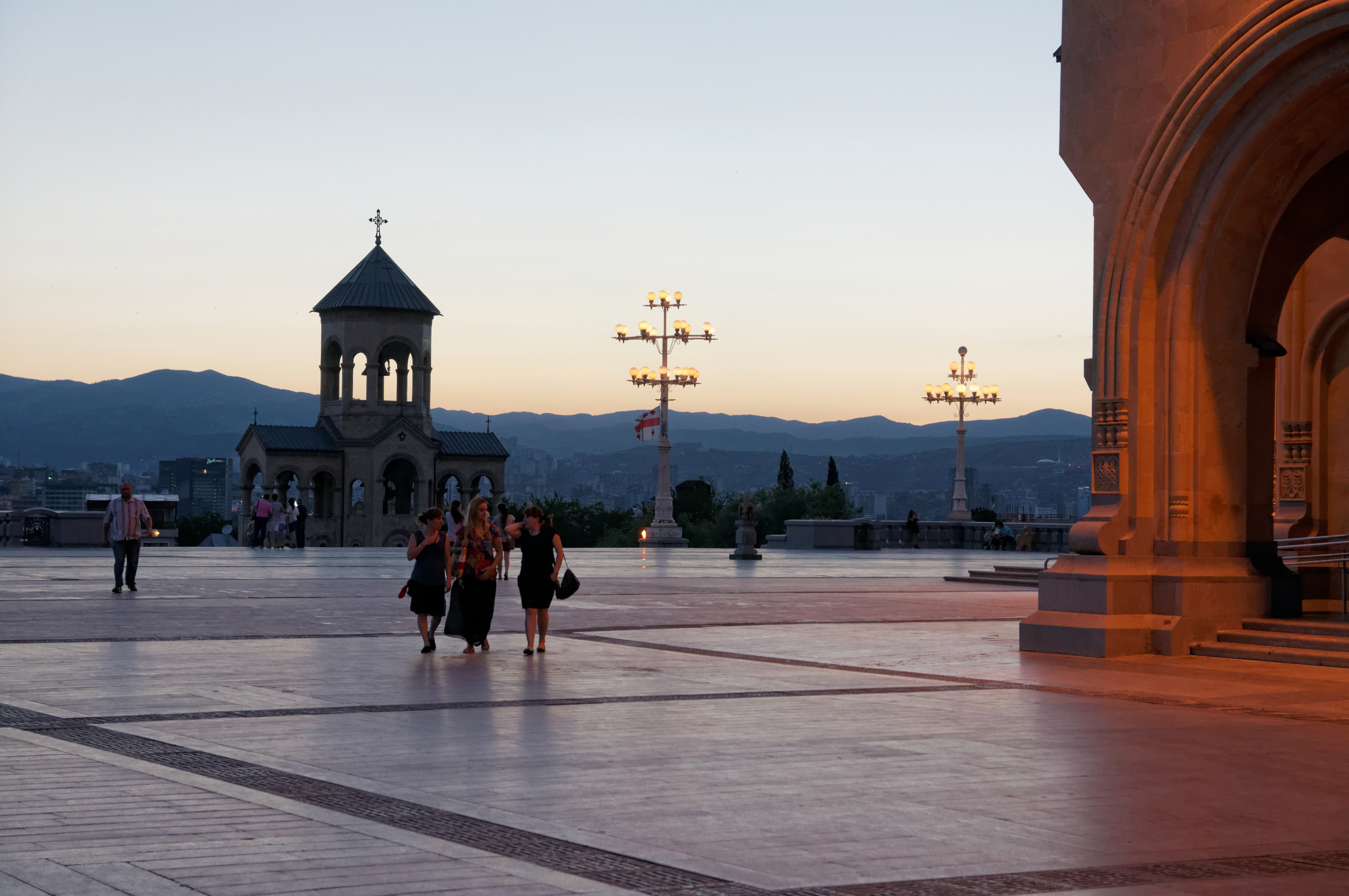